# Lago del Ghirlo
Il lago del Ghirlo (altresì noto come lago di Cencenighe) è un piccolo bacino idroelettrico, originato dallo sbarramento delle acque del torrente Cordevole subito a valle della confluenza con il torrente Biois, nei pressi della frazione Ghirlo situata a sud del centro di Cencenighe Agordino, in provincia di Belluno.

## Caratteristiche tecniche
- Tipologia diga: a gravità, tipo misto, parte in calcestruzzo e parte in terra
- Altezza dal punto più represso delle fondazioni: 24,45 m
- Sviluppo del coronamento: 75 m
- Volume della diga: 13.600 m³
- Livello di massimo invaso: 751 mslm
- Livello di massima piena: 753  mslm
- Capacita d'invaso complessiva: 270.000 m³
- Capacita d'invaso utile:  110.000 m³
- Superficie del bacino imbrifero: 419 km²
- Corso d'acqua: Cordevole

## Storia
La diga, di tipo a gravità, fu commissionata dalla SADE che ne affidò la progettazione all'ingegnere Carlo Semenza, al pari di molte altre presenti nel territorio triveneto. I lavori furono completati nel 1939.

## Galleria d'immagini

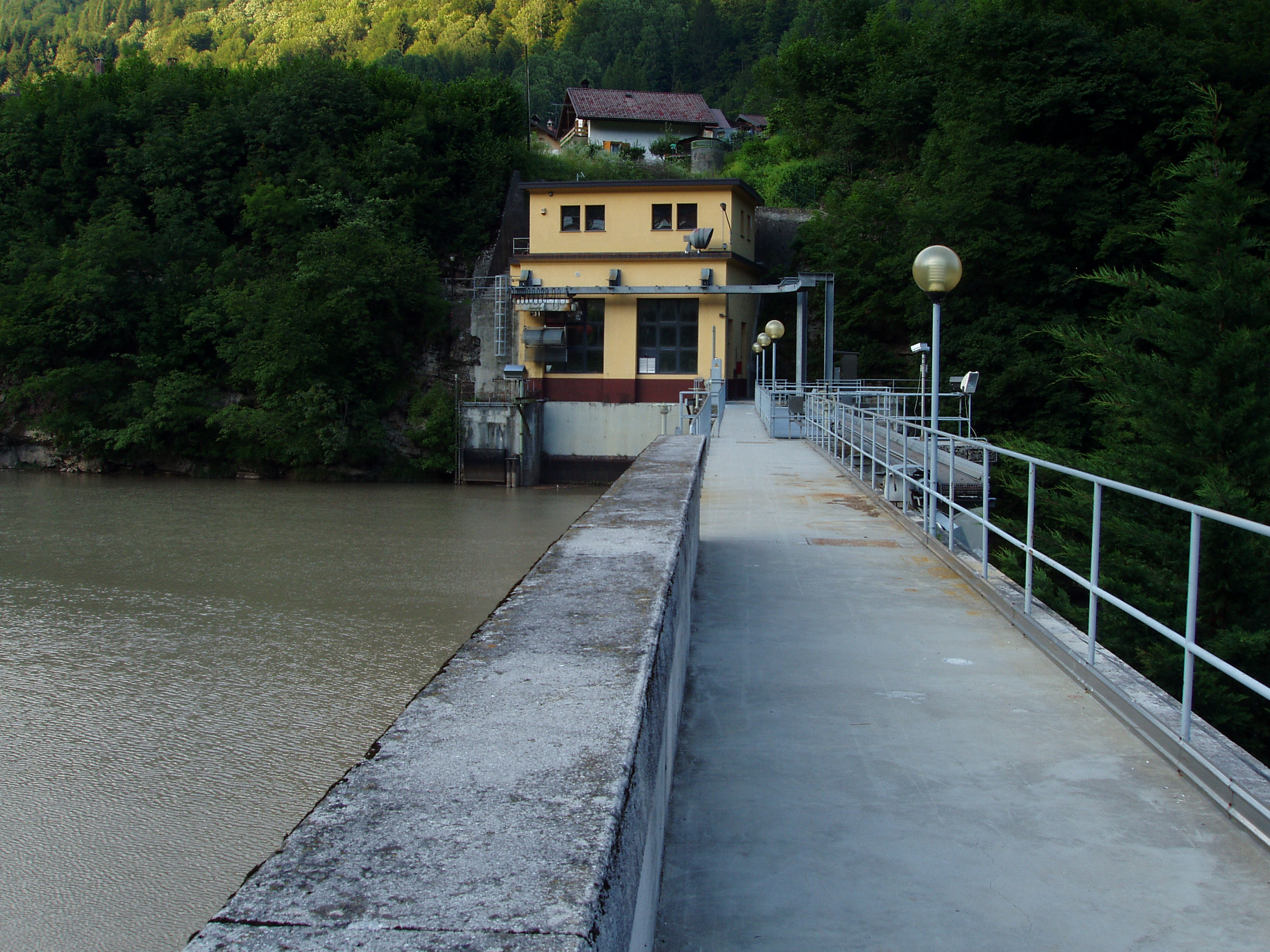
Edificio di controllo e camminamento sulla diga.
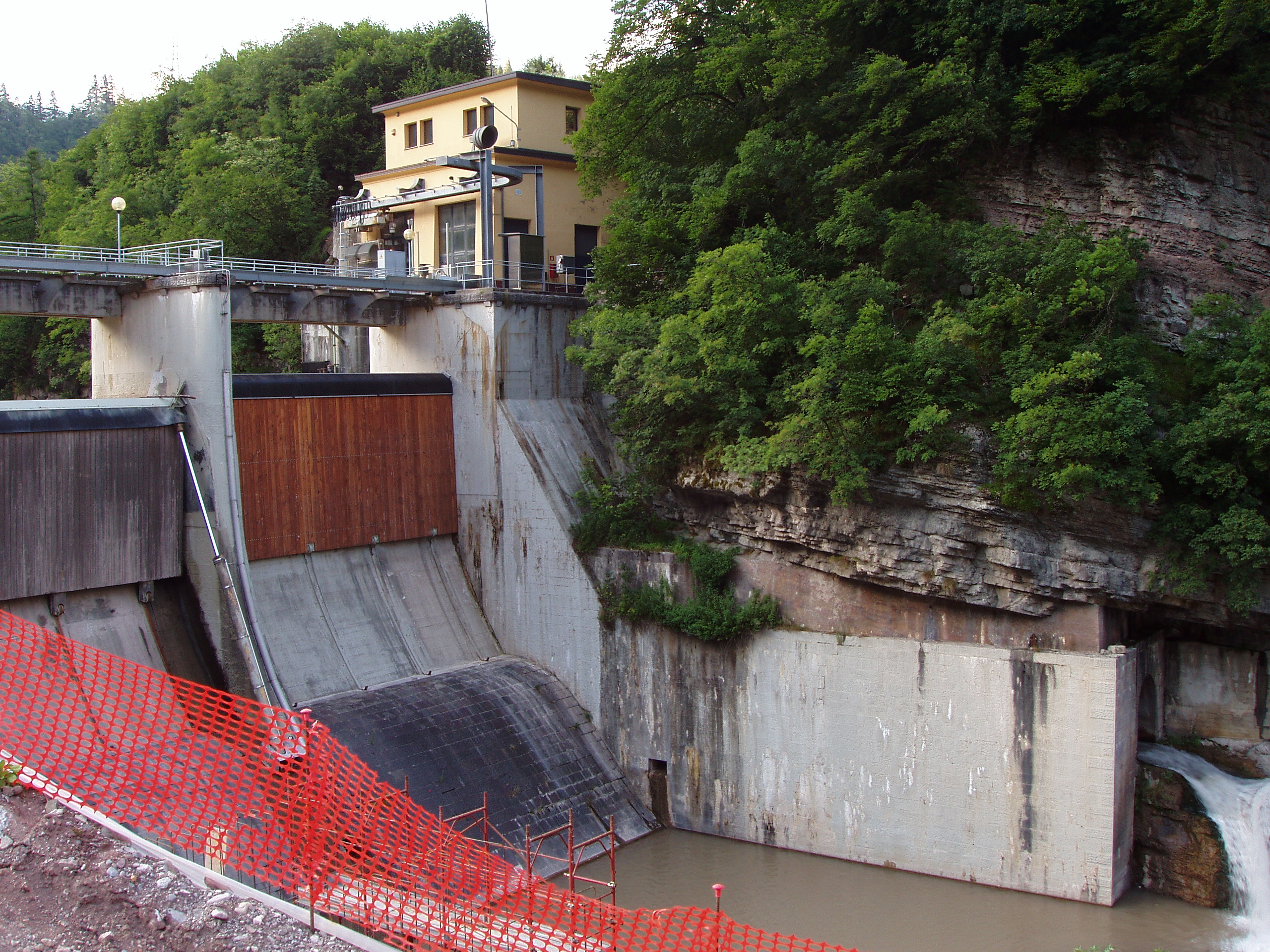
La diga: dettaglio delle paratoie e dello scarico.